# 藤田雅美
藤田 雅美（ふじた まさみ、1959年5月28日 - ）は、日本の翻訳家、政治家。クロックワークハウス株式会社　代表取締役。立憲民主党（のち離党）所属の元東村山市議会議員（1期）。

## 来歴
東京都千代田区で生まれ、東村山市で育つ。東村山市立大岱小学校、東村山市立東村山第五中学校、成蹊高等学校、立教大学文学部ドイツ文学科卒業。大学卒業後、日経新聞国際ニュースセンター、ムーディーズジャパン勤務後、金融翻訳会社のクロックワークハウス株式会社を設立。自ら翻訳をするだけではなく、アメリア、フェローアカデミー、日本翻訳連盟等の様々な場で金融翻訳者の育成に尽力する。翻訳書に「虚構の終焉」（リチャード・ヴェルナー著　PHP研究所）がある。
2019年4月、東村山市議会議員選挙に立憲民主党公認で出馬し、1,690票を獲得して初当選した。
2023年3月、東村山市議を辞職。4月に行われる東村山市長選挙に出馬表明。無所属で立候補し、立憲民主党・共産党・れいわ新選組の支援を受けたが、現職の渡部尚に敗れた。

## 人物
- 犬好きである。

## 政策・主張
- 保育園不足と小1問題解消など働く女性支援。起業家支援を掲げる。

## 活動内容
- 解体されることになった東村山運動公園で展示されていたSLを保存するための活動を行っていた[6]。